# NGC 6371
NGC 6371 ist eine 14,3 mag helle Spiralgalaxie vom Hubble-Typ S? im Sternbild Herkules am Nordsternhimmel. Sie ist schätzungsweise 294 Millionen Lichtjahre von der Milchstraße entfernt und hat einen Durchmesser von etwa 70.000 Lj.
Im selben Himmelsareal befinden sich u. a. die Galaxien NGC 6372 und IC 1256.
Das Objekt wurde am 24. Juni 1864 von Albert Marth entdeckt.